# Gintarė Scheidt
Gintarė Scheidt z domu Gintarė Volungevičiūtė (12 listopada 1982 w Kownie) – litewska żeglarka sportowa, wicemistrzyni olimpijska.
Srebrna medalistka igrzysk olimpijskich w 2008 roku w klasie Laser Radial.
W październiku 2008 wyszła za mąż za dwukrotnego mistrza olimpijskiego, brazylijskiego żeglarza Roberta Scheidta.

## Odznaczenia
- Krzyż Komandorski Orderu „Za Zasługi dla Litwy” – 2008[2]